# Politica del grosso bastone

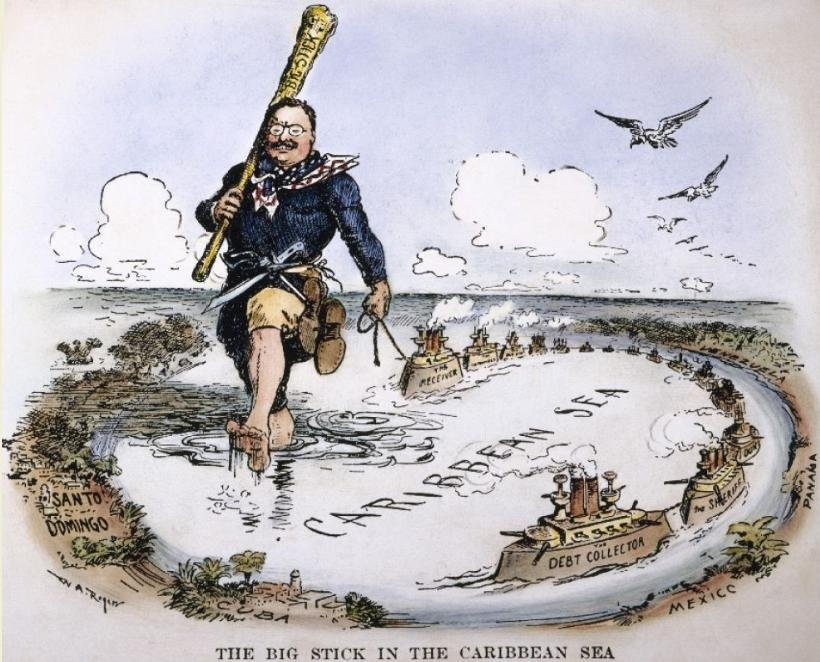
La politica del grosso bastone in una vignetta di William Allen Rogers del 1904, che trae ispirazione da un episodio de I viaggi di Gulliver

La politica del grosso bastone (in lingua inglese Big Stick ideology, Big Stick diplomacy o Big Stick policy) indica la politica, soprattutto estera, perseguita dal presidente degli Stati Uniti d'America Theodore Roosevelt durante i suoi due mandati dal 1901 al 1909, nel primo decennio del XX secolo.
Tale politica, nella storia statunitense spesso accomunata al concetto più ampio di diplomazia delle cannoniere, era caratterizzata da negoziati pacifici a cui era affiancata la minaccia del "grosso bastone", cioè dell'intervento militare statunitense. Fortemente pragmatica e basata sui principi della ragion di Stato, la politica rooseveltiana, tipicamente machiavellica, fu l'espressione mediata dei circoli espansionistici americani.

## L'origine dell'espressione

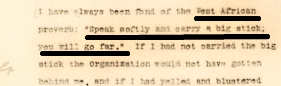
Una parte della lettera del 26 gennaio 1900, attualmente conservata presso la Biblioteca del Congresso, nella quale Roosevelt citò per la prima volta la celebre frase

L'origine del termine deriva dalla frase: Speak softly and carry a big stick; you will go far ("Parla gentilmente e portati un grosso bastone; andrai lontano") che Roosevelt sosteneva essere un proverbio dell'Africa occidentale. Tale origine, però, è controversa. La prima traccia dell'utilizzo di una simile frase da parte di Roosevelt è riscontrabile in una lettera datata 26 gennaio 1900, quando era ancora governatore di New York, indirizzata a Henry W. Sprague dell'Unione League Club. Nella lettera Roosevelt esprimeva la propria gioia per essere riuscito a obbligare i Repubblicani di New York a togliere l'appoggio a un funzionario corrotto.
Nella stessa lettera Roosevelt affermava che la frase era un proverbio dell'Africa occidentale e, in un primo momento, questa dichiarazione fu portata come prova del fatto che Roosevelt fosse un accanito lettore. Il primo utilizzo pubblico risale invece a un discorso tenuto alla Fiera dello Stato del Minnesota il 2 settembre 1901, due giorni dopo l'attentato al presidente in carica William McKinley. Questi morì otto giorni dopo e Roosevelt, in quanto vicepresidente, divenne per diritto costituzionale il 26º presidente degli Stati Uniti. In realtà, sembra che Roosevelt possa aver usato tale frase anche in precedenza e che lui stesso avrebbe spiegato che si trattava di proverbio africano solo in senso metaforico.
Roosevelt descrisse la sua politica come:
(Theodore Roosevelt, Theodore Roosevelt: An Autobiography)
L'aggressiva politica estera non impedì a Roosevelt di ottenere nel 1906 il Premio Nobel per la pace, essendo riuscito con la sua opera di mediazione a far concludere la guerra russo-giapponese con la firma del Trattato di Portsmouth il 5 settembre 1905.
Anche i suoi immediati successori utilizzarono questo tipo di politica; ad esempio William Howard Taft, sebbene la sua politica estera venne denominata diplomazia del dollaro, ricorse all'uso della forza quando la sua politica di investimenti economici a sostegno dei governi dei Paesi utili all'economia americana non si dimostrò sufficiente. Intervenne infatti militarmente in Nicaragua anche per proteggere gli interessi americani sul Canale di Panama minacciati dalla concorrenza giapponese.

## Storia

### Politica interna

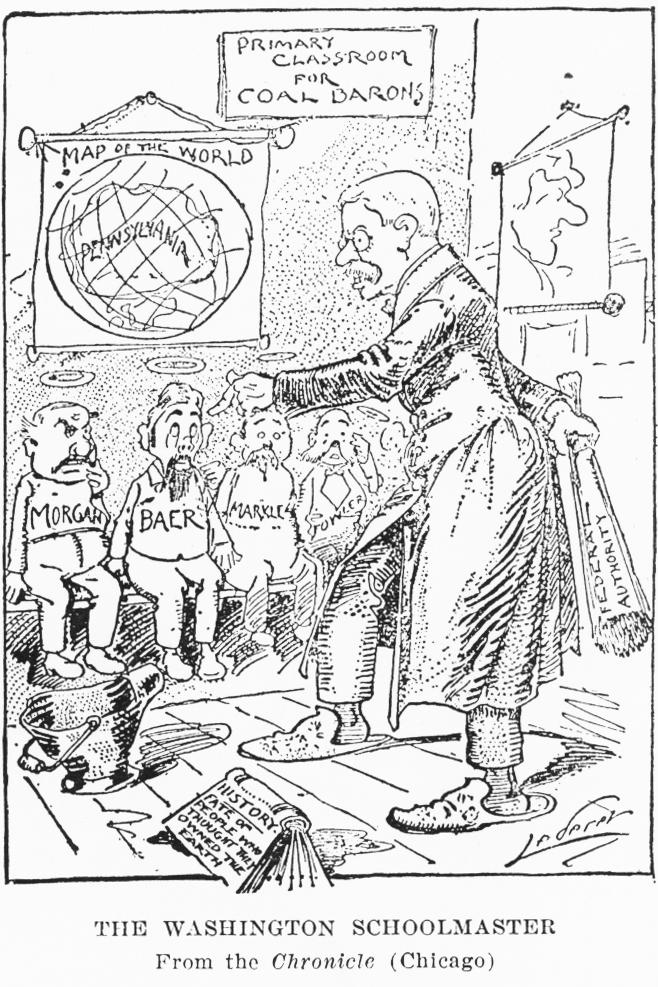
Roosevelt impone la sua volontà ai baroni del carbone, da un'illustrazione del Chronicle di Chicago

Nel 1902 140.000 minatori iniziarono uno sciopero reclamando una retribuzione più elevata, turni giornalieri ridotti a 8 ore e alloggi migliori. Erano guidati da John Mitchell, un minatore fondatore della United Mine Workers (UMW). Le società minerarie rifiutarono di rispondere alle esigenze dell'UMW e contattarono il governo federale per avere supporto. Prima di Roosevelt, il governo avrebbe autorizzato un intervento militare per far cessare forzatamente lo sciopero; il presidente invece, temendo le ripercussioni dello sciopero sull'economia decise di organizzare una riunione alla Casa Bianca con rappresentanti o delegati di entrambe le parti.
Tornato dalla riunione, Mitchell incontrò i minatori e alla fine fu deciso di continuare lo sciopero. Roosevelt optò allora per l'intervento militare, che non fu però indirizzato a fermare lo sciopero e riportare la situazione sotto il controllo delle aziende minerarie: l'esercito, infatti, si limitò a far funzionare le miniere di "interesse pubblico". Le società minerarie, sconvolte dal fatto che così non avrebbero più ottenuto alcun profitto, accettarono le richieste dell'UMW. Questa politica fu in seguito denominata Square Deal.

### America Latina

#### Crisi venezuelana ed ilcorollario Roosevelt

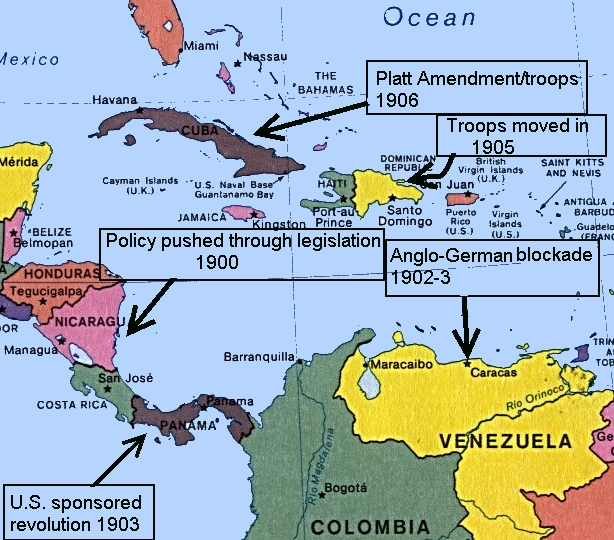
Mappa dell'America Latina che indica gli interventi statunitensi effettuati in virtù della politica del grosso bastone

All'inizio del XX secolo il Venezuela fu al centro di una controversia internazionale a seguito del rifiuto del presidente venezuelano, Cipriano Castro, di pagare il debito pubblico e di risarcire i danni subiti da cittadini europei durante la guerra civile del 1898: la sua intransigenza provocò l'imposizione di un blocco navale organizzato dall'Impero tedesco, dall'Impero britannico e dal Regno d'Italia. Castro pensava di essere al sicuro in virtù della Dottrina Monroe ma, al momento del blocco, il governo statunitense ritenne che tale dottrina riguardasse solo le occupazioni territoriali e non vietasse altre forme di intervento militare.
Alla fine, con la mediazione del governo americano, le nazioni europee accettarono di far sottoporre la controversia alla Corte permanente di arbitrato installata a L'Aia. Il verdetto fu favorevole ai paesi autori del blocco e venne accolto con preoccupazione dagli Stati Uniti, che temettero nuovi interventi militari europei in America meridionale. La risoluzione de L'Aia fu la causa contingente che spinse il presidente statunitense a raffinare il "corollario Roosevelt" alla Dottrina Monroe:
anche se aveva accennato in precedenza a un'idea simile in lettere private, Roosevelt annunciò ufficialmente il corollario nel 1904, affermando che il suo unico scopo era di garantire la "felicità e la prosperità" ai paesi del continente americano. La maggioranza degli storici, tra cui Howard Beale (uno dei biografi di Roosevelt), sostiene che il corollario sia stato influenzato sia dalle convinzioni personali di Roosevelt sia dai suoi collegamenti con gli obbligazionisti stranieri. L'opinione pubblica si era mostrata molto tesa durante i due mesi del blocco navale e Roosevelt aveva chiesto ai paesi europei di ritirare le loro forze. Durante le trattative per la cessazione del blocco, Roosevelt mantenne una forza navale di stanza a Cuba pronta a intervenire nel caso di un'aperta violazione della Dottrina Monroe.

#### Diplomazia del Canale
Gli Stati Uniti utilizzarono la politica del grosso bastone durante la cosiddetta "diplomazia del canale", cioè la serie di azioni diplomatiche degli Stati Uniti durante la ricerca di un canale che, attraverso l'America centrale, collegasse l'oceano Atlantico all'oceano Pacifico. Sia il Nicaragua sia l'attuale Panama, all'epoca parte integrante della Colombia, furono coinvolti in incidenti diplomatici cagionati dalla politica del grosso bastone.

##### Progetto del Canale del Nicaragua

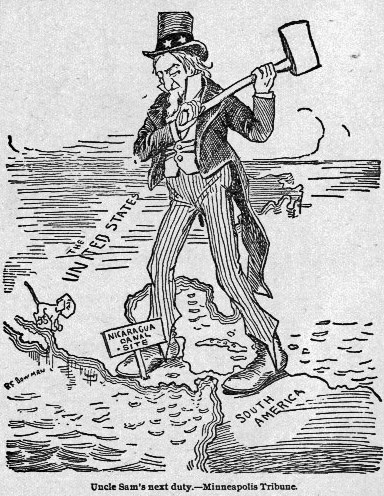
Vignetta del 1895 a sostegno dell'azione statunitense nella costruzione del canale del Nicaragua

Nel 1901 il Segretario di Stato John Hay fece pressioni sul governo del Nicaragua affinché approvasse il progetto per la costruzione di un canale che collegasse l'Atlantico al Pacifico. A ratifica avvenuta il Nicaragua avrebbe ricevuto 1,5 milioni di dollari cui sarebbero seguiti 100.000 dollari l'anno; inoltre gli Stati Uniti avrebbero provveduto a "mantenere la sovranità, l'indipendenza e l'integrità territoriale" del piccolo paese.
Il Nicaragua fece una controproposta, con la quale rinunciava ai 100.000 dollari annui in cambio di un premio a ratifica avvenuta di 6 milioni. Gli Stati Uniti accettarono il nuovo accordo ma, dopo l'approvazione del Congresso, sorse un problema di competenza: gli Stati Uniti non avrebbero avuto alcun tipo di giurisdizione nel territorio su cui sarebbe sorto il canale. Quando l'imprevisto era vicino alla risoluzione, il leader politico nicaraguense ed allora presidente José Santos Zelaya non si oppose agli interessi statunitensi, ma altri politici statunitensi pro-Panama iniziarono a sollevare altri problemi contro la scelta del Nicaragua.
Zelaya infatti era stato già pesantemente osteggiato dagli Stati Uniti per le sue ambizioni di creare gli Stati Uniti dell'America Centrale, che avrebbero contrastato l'egemonia statunitense nella regione, e per aver tra l'altro invaso il Guatemala nel tentativo di conseguire tale obiettivo. Inoltre già in precedenza aveva avviato negoziati per la costruzione di un canale con Giappone e Germania, allora già in contrasto con gli Stati Uniti per il possesso dei porti caraibici. Infine Zelaya veniva anche bollato dagli Stati Uniti come tiranno per le sue azioni dispotiche e il modo in cui stroncava l'opposizione.

##### Costruzione del Canale di Panama
Nel 1899 fu istituita la Isthmian Canal Commission con l'incarico di determinare il sito migliore (Nicaragua o Panama) dove realizzare il canale e di supervisionarne la costruzione. Dopo l'esclusione del Nicaragua, Panama fu la scelta più ovvia ma sopraggiunsero alcune complicazioni: con l'incremento degli interessi statunitensi a Panama (all'epoca parte della Colombia), sia la Colombia che la società francese che doveva fornire i materiali da costruzione aumentarono i loro prezzi. Gli Stati Uniti, rifiutandosi di pagare tasse più alte del previsto, decisero di organizzare e sovvenzionare una rivoluzione in Colombia.
Il 3 novembre 1903, forte del supporto della United States Navy che aveva inviato la cannoniera USS Nashville per interdire l'uso della ferrovia alle truppe colombiane, Panama dichiarò la propria indipendenza dalla Colombia e divenne una repubblica, ricevendo 10 milioni di dollari dai soli Stati Uniti. Il paese ottenne anche il pagamento di una somma annuale di 250.000 dollari e garanzie di indipendenza. In cambio gli Stati Uniti guadagnarono i diritti perpetui sulla cosiddetta zona del Canale di Panama: in seguito il presidente affermò che aveva "preso il Canale e lasciato i dibattiti al Congresso". Dopo la perdita di Panama il governo colombiano si appellò agli Stati Uniti affinché riconsiderassero gli accordi con Panama e provò a dichiarare la città di Panama capitale della Colombia.

#### Cuba

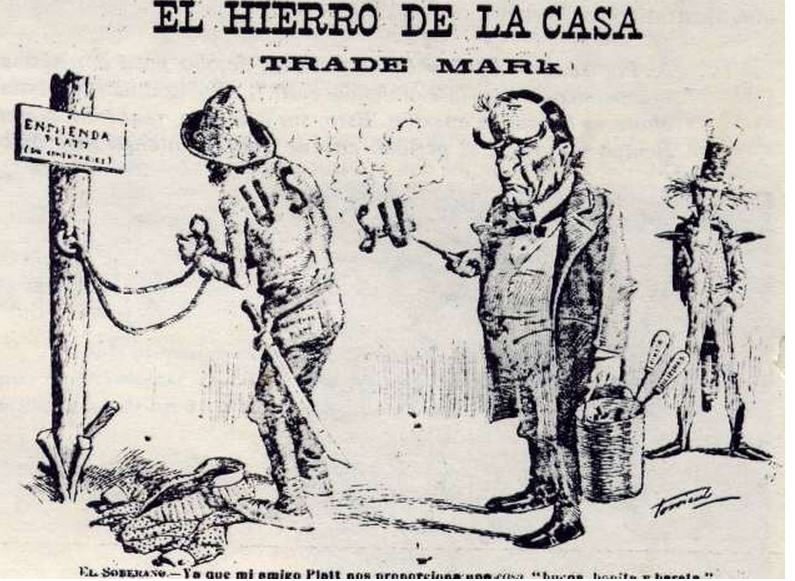
Vignetta satirica contro l'emendamento Platt del 1903

Al termine della guerra ispano-americana gli espansionisti statunitensi proposero l'annessione di Cuba: in molti temevano infatti che una potenza straniera avrebbe potuto prendere il controllo di una porzione di Cuba, impedendo agli Stati Uniti di mantenere i propri interessi sull'isola. Nonostante i molti pareri favorevoli, l'annessione era impedita dall'emendamento Teller che recitava: "Con la presente si esime da ogni disposizione della volontà di esercitare sovranità, competenza, o controllo di detta isola tranne che per la pacificazione della stessa, e si afferma la determinazione, quando questa [la pacificazione] fosse compiuta, di lasciare il governo e il controllo dell'isola al suo popolo". Significava che gli Stati Uniti non avrebbero dovuto interferire nel governo di Cuba; tuttavia la fazione espansionista sostenne che l'emendamento Teller era stato varato "ignorando le condizioni reali" e che di conseguenza gli Stati Uniti erano svincolati da quanto dichiarato nel documento.
In seguito al dibattito attorno all'emendamento Teller, fu promulgato l'emendamento Platt che fu accettato da Cuba alla fine del 1901 solo dopo forti pressioni da parte di Washington. Il contenuto dell'emendamento Platt fu sintetizzato da Thomas Bailey nel Diplomatic History of the American People:
1. Cuba non può prendere decisioni che possano compromettere la sua indipendenza o consentano a una potenza straniera di assumere il controllo dell'isola.
2. Cuba si impegna a non incorrere in un indebitamento che superi i propri mezzi (potrebbe provocare un intervento straniero).
3. Gli Stati Uniti hanno la facoltà di intervenire al fine di mantenere l'ordine e l'indipendenza cubana.
4. Cuba accetta il programma di igiene finanziato dagli Stati Uniti (rivolto principalmente contro la febbre gialla).
5. Cuba accetta di vendere o affittare agli Stati Uniti siti per basi navali o depositi di combustibile (Guantánamo divenne la principale base statunitense).[25]

Una volta entrato in vigore l'emendamento Platt, Roosevelt ritirò le truppe dislocate a Cuba. A questa azione seguirono disordini pubblici e ulteriori proclami a favore dell'annessione, con ragioni che andavano dagli "interessi degli Stati Uniti" fino alla "superiorità della razza bianca"; su un articolo dell'Indianapolis News fu constatato: "È destino manifesto, per una nazione, di possedere le isole che delimitano le sue rive". Roosevelt aveva scritto in privato che se "un paese sudamericano si comporta male" avrebbe dovuto essere "sculacciato".
Un anno dopo Roosevelt così si espresse:
(Theodore Roosevelt, Roosevelt to White)

#### Repubblica Dominicana

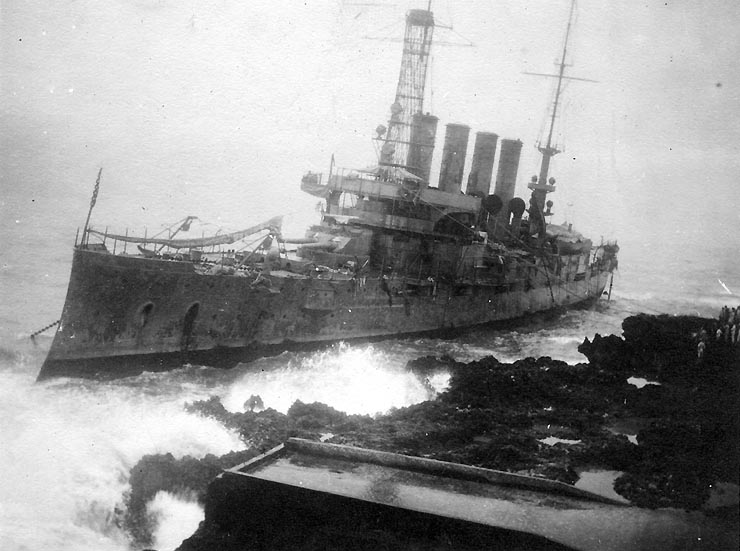
La USS Memphis, che aveva il compito di pattugliare le coste della Repubblica Dominicana durante l'occupazione statunitense, naufragata sulle coste di Santo Domingo, pomeriggio del 29 agosto 1916

Dopo la guerra di Cuba, gli Stati Uniti si impegnarono anche nell'occupazione della Repubblica Dominicana, prendendo già nel 1905 il controllo doganale del paese, e successivamente procedendo ad una completa occupazione militare.
Nell'aprile del 1916 Desiderio Arias, Segretario alla Guerra della Repubblica Dominicana, prese il potere con un colpo di Stato costringendo l'allora presidente Pereya alle dimissioni, fornendo così agli Stati Uniti un pretesto per occupare il paese. Il 13 maggio l'ammiraglio statunitense William B. Caperton costrinse Arias a lasciare Santo Domingo, minacciando in caso contrario di effettuare un bombardamento navale sulla città. Venne sbarcato un contingente di marines e le coste vennero pattugliate da unità da guerra della US Navy
Dopo la fine della prima guerra mondiale, l'opinione pubblica statunitense iniziò a chiedere la fine dell'occupazione. Lo stesso presidente Warren Gamaliel Harding, succeduto a Wilson nel 1921, fece una campagna contro l'occupazione militare di Haiti e della stessa Repubblica Dominicana, ma il piano statunitense venne accolto con sfiducia dalla popolazione dominicana. Solo il 30 giugno 1922 i dominicani acconsentirono alla scelta di un presidente provvisorio, che doveva governare fino a nuove elezioni. La politica doganale dominicana rimase tuttavia sotto il controllo statunitense fino al 1941.

### Asia
Nel settembre 1905, al termine della guerra russo-giapponese, Roosevelt sfruttò la propria posizione di leader forte ma imparziale al fine di negoziare un trattato di pace fra le due nazioni. La politica del grosso bastone e i suoi sforzi nei negoziati fecero guadagnare al presidente prestigio sufficiente a vincere, l'anno successivo, il Premio Nobel per la pace.

### Great White Fleet

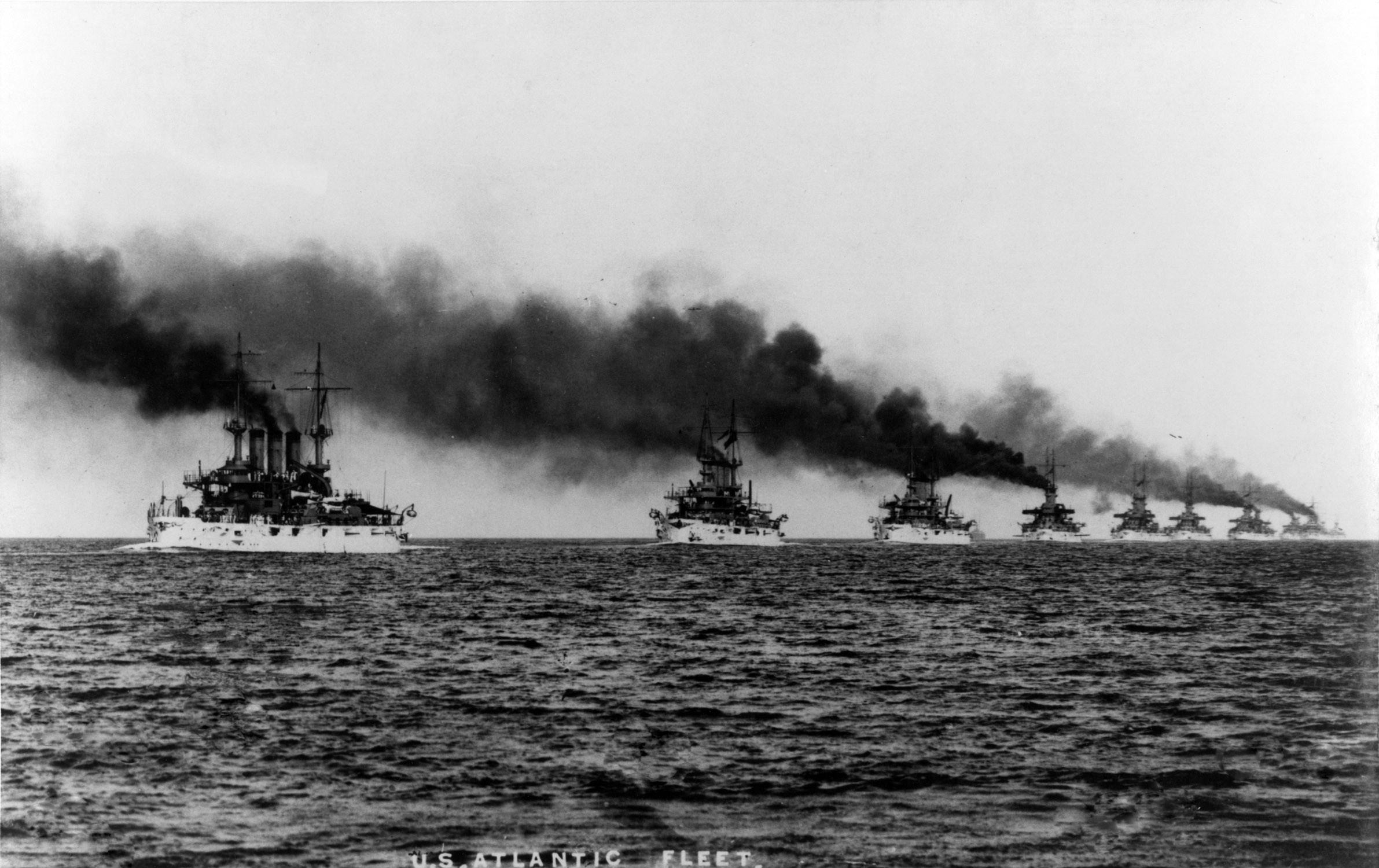
La Great White Fleet in navigazione

Quale parte integrante della politica del grosso bastone, su espresso ordine del presidente Roosevelt il 16 dicembre 1907 salpò da Hampton Roads una flotta composta da sedici corazzate, accompagnata da varie navi ausiliarie, per effettuare una circumnavigazione del globo terrestre: lo scopo di tale lungo viaggio era chiaramente quello di dimostrare alle altre nazioni il livello raggiunto dalla United States Navy, ormai seconda solo alla Royal Navy britannica, e la sua capacità di portare guerra in qualsiasi parte del mondo. La flotta divenne subito nota ai contemporanei come the Great White Fleet, poiché gli scafi delle unità erano dipinti di bianco.
L'avvio della circumnavigazione della White Fleet destò grande preoccupazione nei comandi delle forze armate dell'Impero giapponese, tanto che in una pubblicazione militare del 1907 la marina statunitense venne collocata al secondo posto tra le potenziali minacce, dietro soltanto all'Impero russo. Il documento era inoltre frutto di un compromesso tra l'esercito e la marina nipponici, in quanto per il primo la minaccia maggiore era quella terrestre rappresentata dal numeroso esercito zarista, mentre la marina aveva individuato nella marina americana la propria nemesi. Tale visione geopolitica subì un'importante variazione nel 1923, quando le ultime vestigia dell'Impero russo erano state annientate dalla neonata Unione Sovietica: da allora il "grosso bastone" impugnato dalla marina statunitense fu posto in testa alla lista delle minacce, per lo meno dal punto di vista della marina imperiale giapponese che aveva la responsabilità della difesa dalle minacce provenienti dal mare, tanto che la dottrina denominata "hachi-hachi kanto" (dottrina otto-otto, come otto corazzate e otto incrociatori corazzati come minimo indispensabile) venne rivista dalla chiave antirussa a quella antiamericana.

## Nella cultura di massa

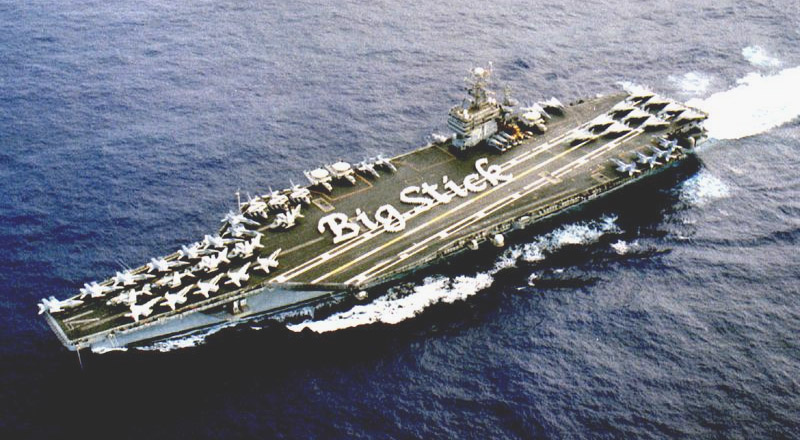
La Theodore Roosevelt con l'equipaggio che compone le parole Big Stick

- La portaerei statunitense USS Theodore Roosevelt è stata soprannominata the Big Stick, ovvero "il grosso bastone".
- Tra l'agosto e il settembre 1953, dopo l'armistizio di Panmunjeom che pose fine alla guerra di Corea, lo Strategic Air Command della United States Air Force organizzò un'imponente esercitazione militare di trenta giorni che coinvolgeva l'intero 92nd Bomb Wing, dotato di velivoli strategici Convair B-36 equipaggiabili con armamento nucleare, il quale venne rischierato in Giappone, Okinawa e Guam prima di rientrare negli Stati Uniti. L'esercitazione fu denominata operazione Big Stick con il chiaro intento di scoraggiare eventuali riprese delle ostilità da parte dei paesi comunisti coinvolti nel conflitto. Per l'occasione il B-36 aggiunse il nomignolo Big Stick a quello precedente, semiufficiale e più usato, di Peacemaker ("Pacificatore").[34]
- Speak Softly, and Carry a Beagle è la parodia della frase da parte di Charles M. Schulz, il papà dei Peanuts. In una delle sue celebri vignette Sally, con Snoopy sotto il braccio, la utilizza nel tentativo di minacciare alcuni bambini al parco giochi e costringerli a uscire dal recinto di sabbia[35].